# ワン、ツー、スリー/ラブハント作戦
『ワン、ツー、スリー/ラブハント作戦』（One, Two, Three）は、1961年のアメリカ合衆国のコメディ映画。監督はビリー・ワイルダー、出演はジェームズ・キャグニーやホルスト・ブッフホルツなど。
日本での公開時の題は『ワン・ツー・スリー/ラヴ・ハント作戦』。後に『ワン、ツー、スリー』や『ワン・ツー・スリー』の題でソフトが発売された。

## 概要
ワイルダーが戦前にベルリンで観たフェレンツ・モルナールの一幕劇 Egy, kettő, három からヒントを得ており、コカ・コーラの西ベルリン支社を舞台に共産主義や資本主義、東西冷戦を皮肉るスラップスティック・コメディ作品。
2011年には、米タイム誌が発表した「ベルリンの壁を題材にした映画のベスト10」にランクインした。
ジェームズ・キャグニーは本作以降、1981年公開の『ラグタイム』まで映画への出演は途絶えることとなった。

## ストーリー
1961年6月、コカ・コーラのベルリン支社長であるマクナマラのもとに、本社の重役から娘のスカーレットがベルリンに来るから相手をしてくれという電話が来る。
マクナマラは二つ返事で引き受け、妻のフィリスと2人で迎えに行く。当初スカーレットの滞在は2週間と聞いていたが、スカーレットは2か月もマクナマラ家に居候しており、本人をいらだたせる。その後、スカーレットは両親に引き取られることとなり、マクナマラの昇進も内示される。その矢先、スカーレットがいなくなり、マクナマラは慌てて探し出すが、当の本人が現れ、6週間前に共産主義者のオットーと結婚したと告げる。昇進が取り消されると思ったマクナマラはオットーを東ドイツの人民警察に引き渡すが、今度はスカーレットが妊娠していたため、マクナマラはオットーを助け出したうえでオットーを貴族に仕立て、コカ・コーラの工場長に任命する。そして、スカーレットの両親はオットーを気に入り、彼を欧州総支配人に任命する。同時にマクナマラも本社の取締役に任命される。

## キャスト
※括弧内は日本語吹替（テレビ版・放送日1981年11月29日 TVK 他）
- マクナマラ：ジェームズ・キャグニー（山田康雄）
- オットー：ホルスト・ブッフホルツ
- スカーレット：パメラ・ティフィン
- フィリス：アーリン・フランシス
- マクナマラの秘書：リーゼロッテ・プルファー
- シュレンマー：ハンス・ロター
- ウェンデル：ハワード・セント・ジョン
- 憲兵：レッド・バトンズ[7]

## スタッフ
- 監督・製作：ビリー・ワイルダー
- 脚本：ビリー・ワイルダー、I・A・L・ダイアモンド
- 撮影：ダニエル・ファップ
- 編集：ダニエル・マンデル
- 音楽：アンドレ・プレヴィン

## 制作
キャグニーは、ドイツ移民が多かったマンハッタンのヨークビル地区で育ち、その地区やドイツに思い入れがあった。そのため、撮影が主にドイツで行われることを知って本作への出演を引き受けたという。
撮影中、ワイルダーは交友のあった女優のジョーン・クロフォードから電話を受ける。クロフォードは、夫がペプシコーラのCEO（アルフレッド・スティール）だったことから彼の死後にペプシの取締役会の一人となっており、本作でコカ・コーラブランドのみ使用することに対して抗議したのである。この電話にワイルダーは応え、作中にいくつかペプシへ言及する場面が登場することとなった。
劇場公開ポスターはソール・バスによってデザインされた。